# Great Walks

Logo

Als Great Walks (offiziell: New Zealand Great Walks) wird eine Reihe von Wanderwegen in Neuseeland bezeichnet. Die Great Walks gehören zu den wichtigsten und bedeutendsten Wanderwegen des Landes und führen durch die schönsten Gegenden auf der Nordinsel, der Südinsel sowie auf Stewart Island.
Die neun Wege wurden vom neuseeländischen Department of Conservation (DoC) ausgewählt und werden auch von der 1987 gegründeten Behörde verwaltet. An den Wegen befinden sich gut ausgestattete und günstig gelegene komfortable Hütten. Insgesamt befinden sich sowohl Wege als auch Unterkünfte in einem besseren Zustand im Vergleich zu anderen Wanderwegen Neuseelands. Die Great Walks ziehen große Besuchermengen aus dem Ausland an, da sowohl DoC als auch private Reiseveranstalter im großen Stil Werbung für die Touren machen. Für die Mehrzahl der Great Walks gelten Buchungssysteme, um die Besuchermassen zu begrenzen und so die Natur weniger zu belasten. Oft bieten private Organisationen geführte Wanderungen an.
Die Benutzung der verschiedenen Wanderwege ist kostenlos, lediglich die Übernachtungen, für die Hütten und meist auch Zeltplätze angeboten werden, müssen bezahlt werden. Nur am Milford Track ist es nicht möglich, ein eigenes Zelt mitzubringen, man muss in den Hütten des DoC übernachten.
Auf der Informationsseite des Department of Conservation für die jeweilige Wanderung sind stets die aktuellen Buchungsmodalitäten und Gebühren ersichtlich.

## Auflistung der Wege

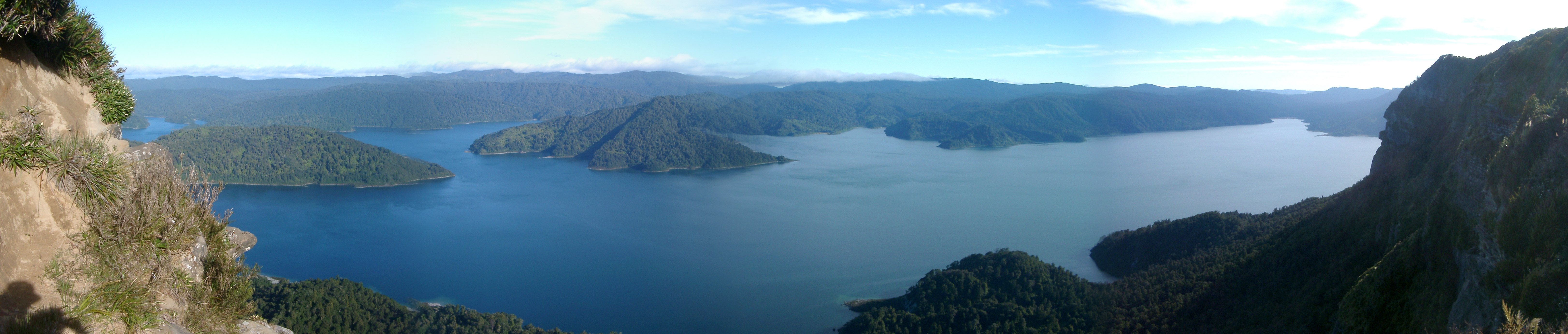
Der Lake Waikaremoana bestimmt das Landschaftsbild des gleichnamigen Weges

- Der Lake Waikaremoana bestimmt das Landschaftsbild des gleichnamigen Weges Lake Waikaremoana Great Walk – Der Lake-Waikaremoana-Wanderweg befindet sich im südwestlichen Teil des Gebiets des Te Urewera, im Osten der neuseeländischen Nordinsel. Für die 46 Kilometer lange Strecke werden normalerweise drei bis vier Tage benötigt. Der Weg verläuft zu großen Teilen am westlichen Ufer des Sees. Bei der Wanderung durchläuft man verschiedene Vegetationszonen, von ausgedehnten Buchenwäldern bis hin zu dicht gewachsenen gemäßigten Regenwäldern.

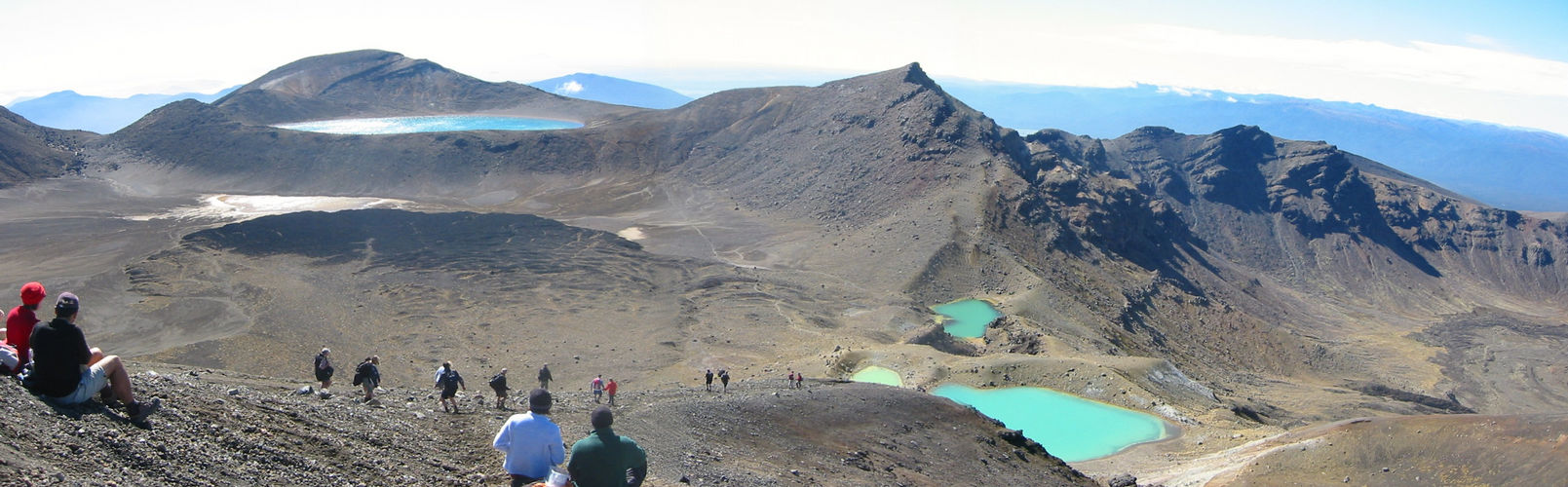
Emerald Lakes und Blue Lake auf dem Tongariro Northern Circuit.

- Emerald Lakes und Blue Lake auf dem Tongariro Northern Circuit. Tongariro Northern Circuit – Der „Nördliche Tongariro-Rundwanderweg“ liegt im Zentrum des Tongariro-Nationalparks im Central Volcanic Plateau der Nordinsel. Dieser „Great Walk“ muss nicht in einem Stück (mit Übernachtungen) gewandert werden, sondern besteht aus mehreren Teilabschnitten, von denen der Tongariro Alpine Crossing wohl am beliebtesten ist. Für den gesamten Weg benötigt man etwa drei bis vier Tage. Das Gebiet des Zentralplateaus im Allgemeinen und die engere Umgebung der drei Vulkane ist meist nicht bewaldet.

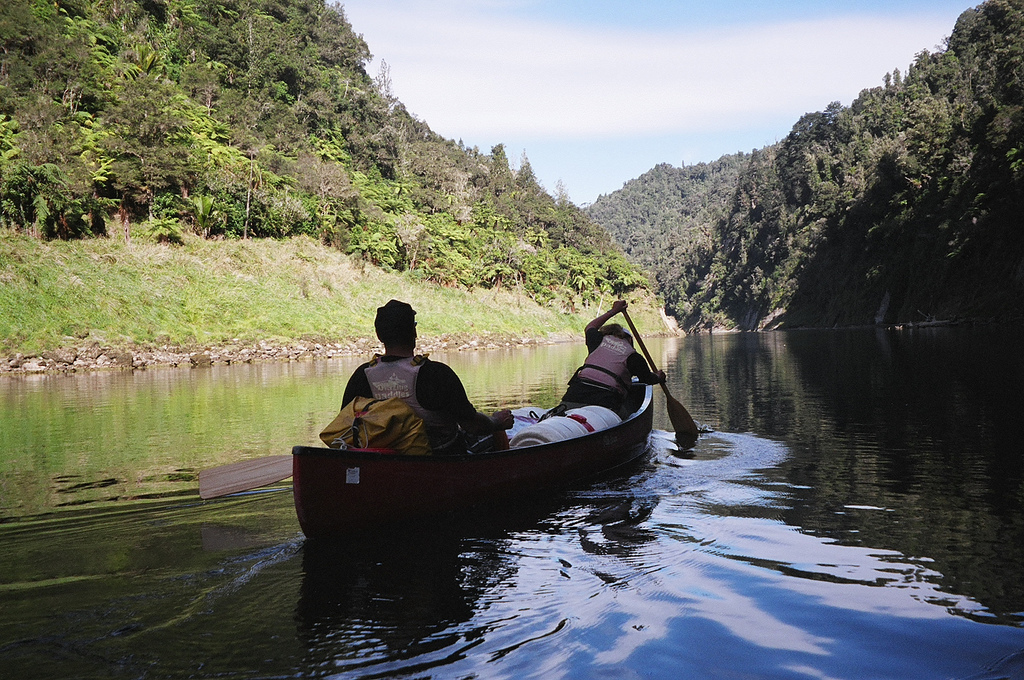
Whanganui Journey

- Whanganui Journey Whanganui Journey – Obwohl die 145 Kilometer lange Whanganui Journey offiziell als „Great Walk“ eingestuft ist, ist sie kein Wanderweg an sich, sondern stellt einen landschaftlich besonders reizvollen Abschnitt des Whanganui River dar, den man – je nach gewählter Route – leicht in drei oder fünf Tagen mit dem Kajak befahren kann. Dabei erkundet man zu beiden Seiten größtenteils den mittleren Flusslauf, der in einem dicht bewaldeten Urwald verläuft und sich im Whanganui-Nationalpark befindet.

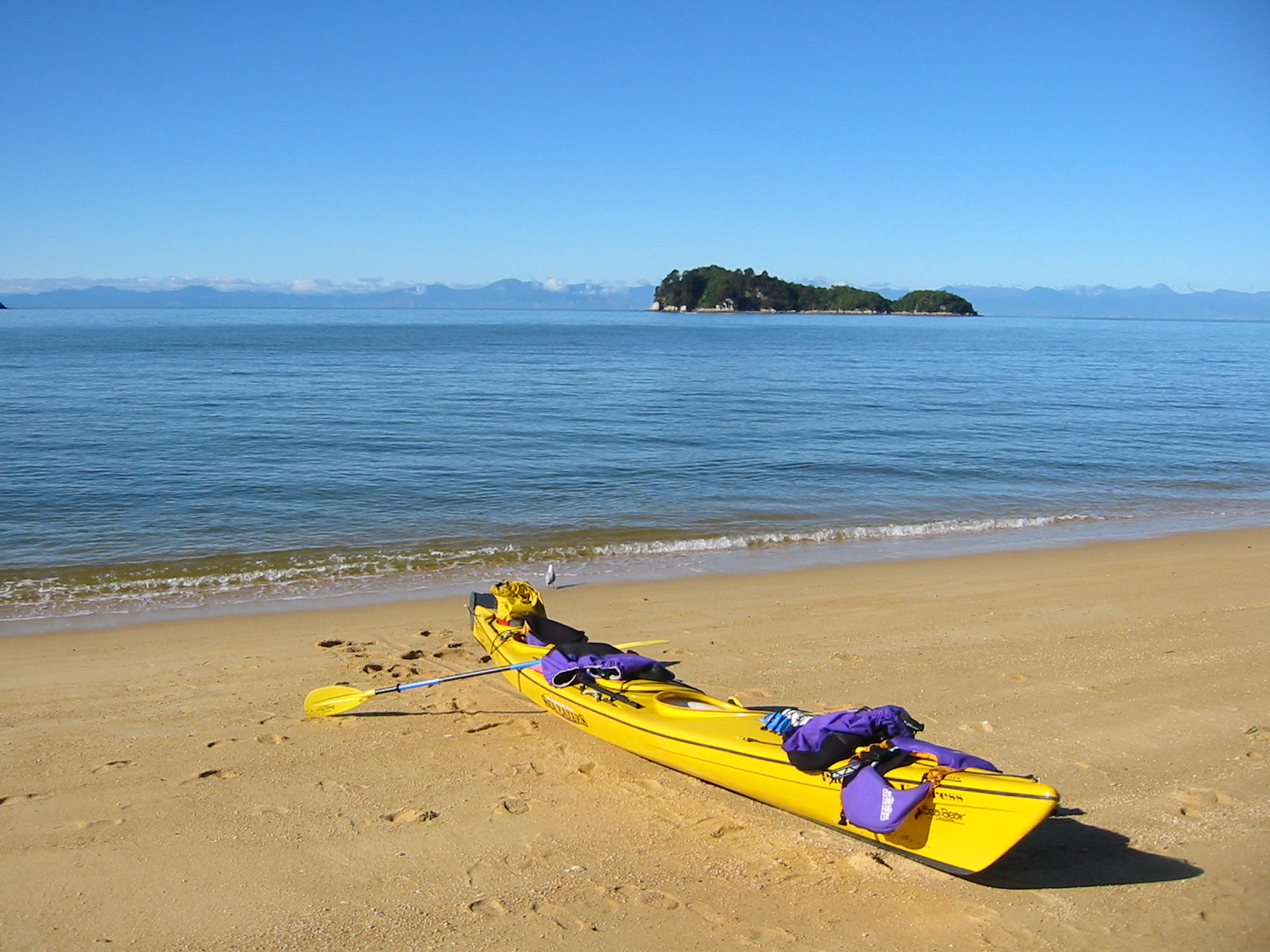
Der Abel Tasman Coast Track führt an vielen Stellen direkt über den Strand

- Der Abel Tasman Coast Track führt an vielen Stellen direkt über den Strand Abel Tasman Coast Track – Der Abel Tasman Coast Track befindet sich an der Nordostküste der Tasman-Region im Abel-Tasman-Nationalpark. Der insgesamt 51 Kilometer lange Wanderweg erfreut sich vor allem in den Sommermonaten großer Beliebtheit. Da die Strecke an mehreren Stellen am Strand entlangführt, sollte man auf den in diesem Gebiet besonders hohen Tidenhub achten. Für den ganzen Weg benötigt man meist vier bis fünf Tage, man hat aber natürlich auch hier die Möglichkeit, Tageswanderungen zu unternehmen.

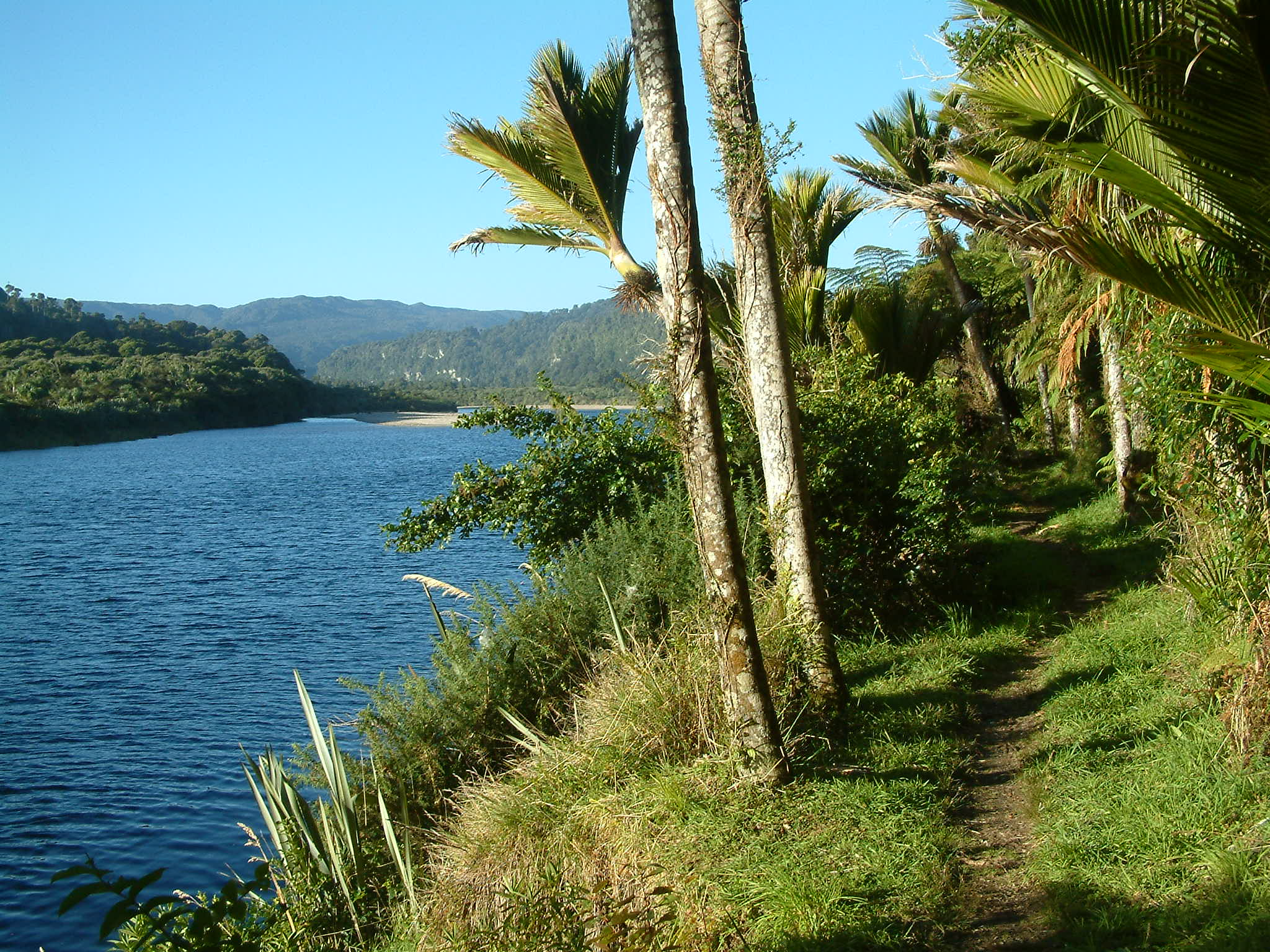
Der Heaphy Track verläuft zeitweise neben dem gleichnamigen Fluss

- Der Heaphy Track verläuft zeitweise neben dem gleichnamigen Fluss Heaphy Track – Der mit 82 Kilometern längste der „Great Walks“ befindet sich auch in der Region Tasman, aber an der stürmischeren Westküste. Dabei durchläuft man auf dem Heaphy Track in durchschnittlich vier bis sechs Tagen alle Vegetationszonen des Kahurangi-Nationalparks. Dabei ändert sich die Umgebung etwa alle 20 Kilometer bedeutend von buschbewachsenem Hochland über immergrüne, üppige Wälder bis hin zu den Nikaupalmen an den Stränden der Westküste.

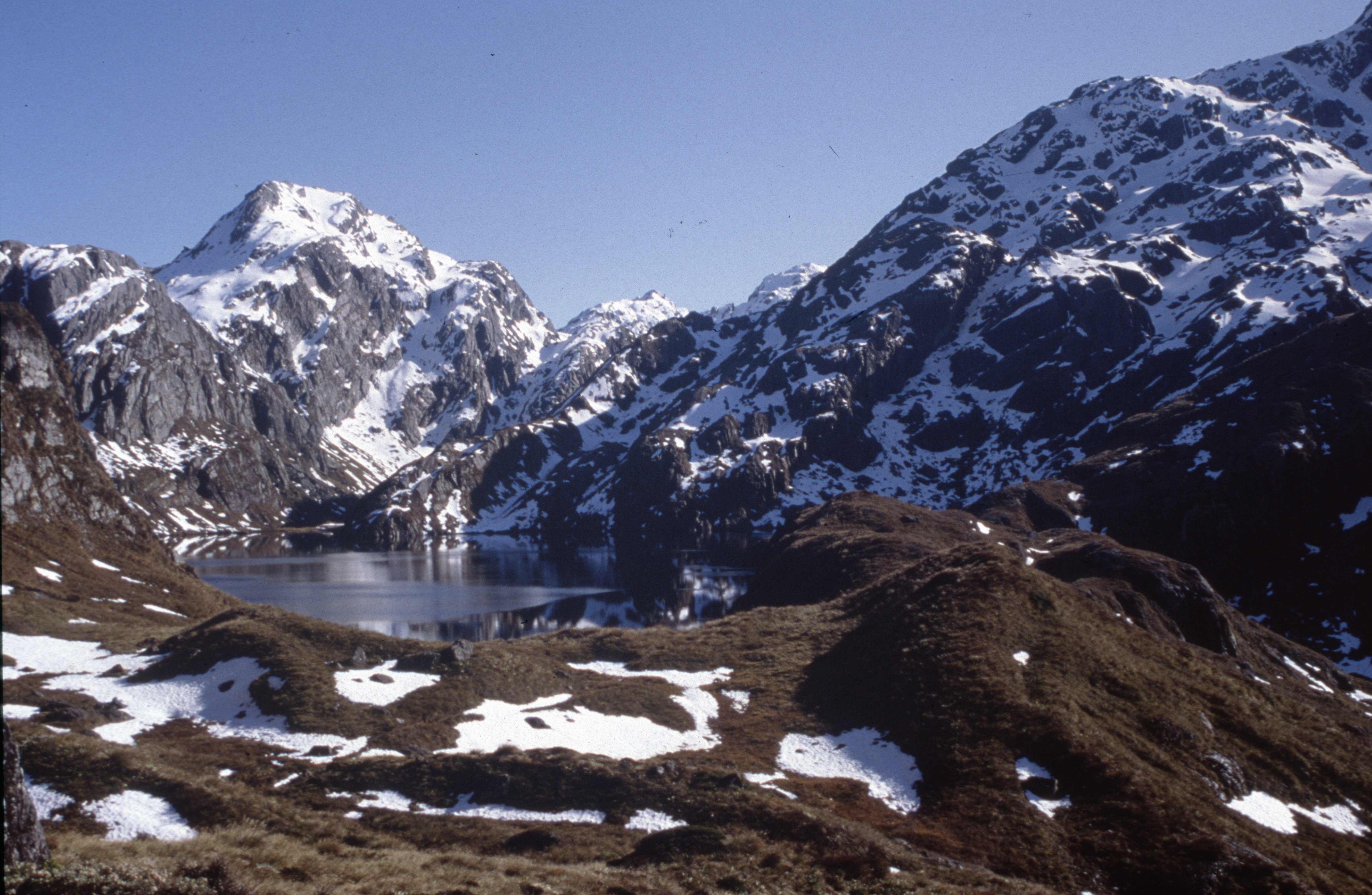
Harris-See am Routeburn Track

- Harris-See am Routeburn Track Routeburn Track – Der 32 Kilometer lange Routeburn Track befindet sich im Südwesten der neuseeländischen Südinsel in den Nationalparks Fiordland und Mount Aspiring. Die nächsten größeren Ortschaften sind Te Anau im Süden und Queenstown im Osten. Im trockenen östlichen Teil bestehen die Wälder zum großen Teil aus Kiefern, während der feuchtere Westteil des Weges von endemischen Pflanzen, vor allem Farnen gesäumt wird. Der Harris Saddle, der sich in hochalpinem Gelände befindet, bildet den Scheidepunkt dieser beiden Gebiete.

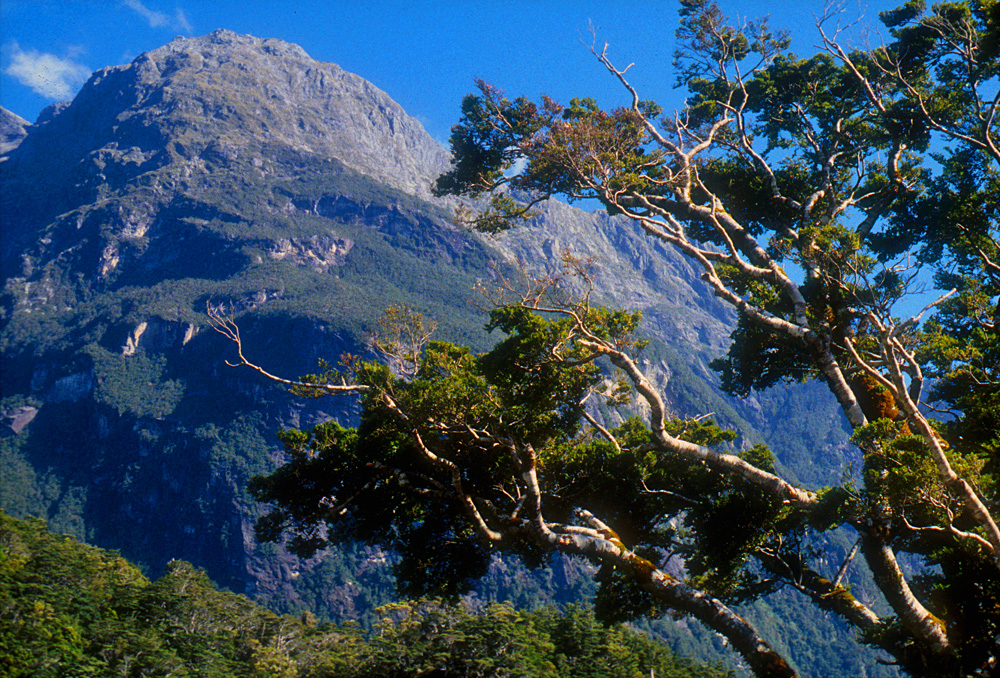
Der Sheerdown Peak befindet sich nahe dem Ende des Milford Track

- Der Sheerdown Peak befindet sich nahe dem Ende des Milford Track Milford Track – Der 53,5 Kilometer lange Milford Track ist wohl der bekannteste und auch der am meisten besuchte der „Great Walks“ und befindet sich ebenfalls im Fiordland-Nationalpark. Es ist außerdem der Weg mit dem striktesten Zeitplan: Die Wanderung darf nicht länger als vier Tage dauern, da es genau drei Übernachtungsplätze gibt. Ausgangspunkt ist die Ortschaft Te Anau, Endpunkt der Wanderung ist der Milford Sound/Piopiotahi. Zu den beiden Enden des Milford Track sind keine Zugangswege angelegt, sie sind mit dem Boot erreichbar. Außerhalb der Hauptsaison ist man für die gesamte Beförderung selbst verantwortlich.

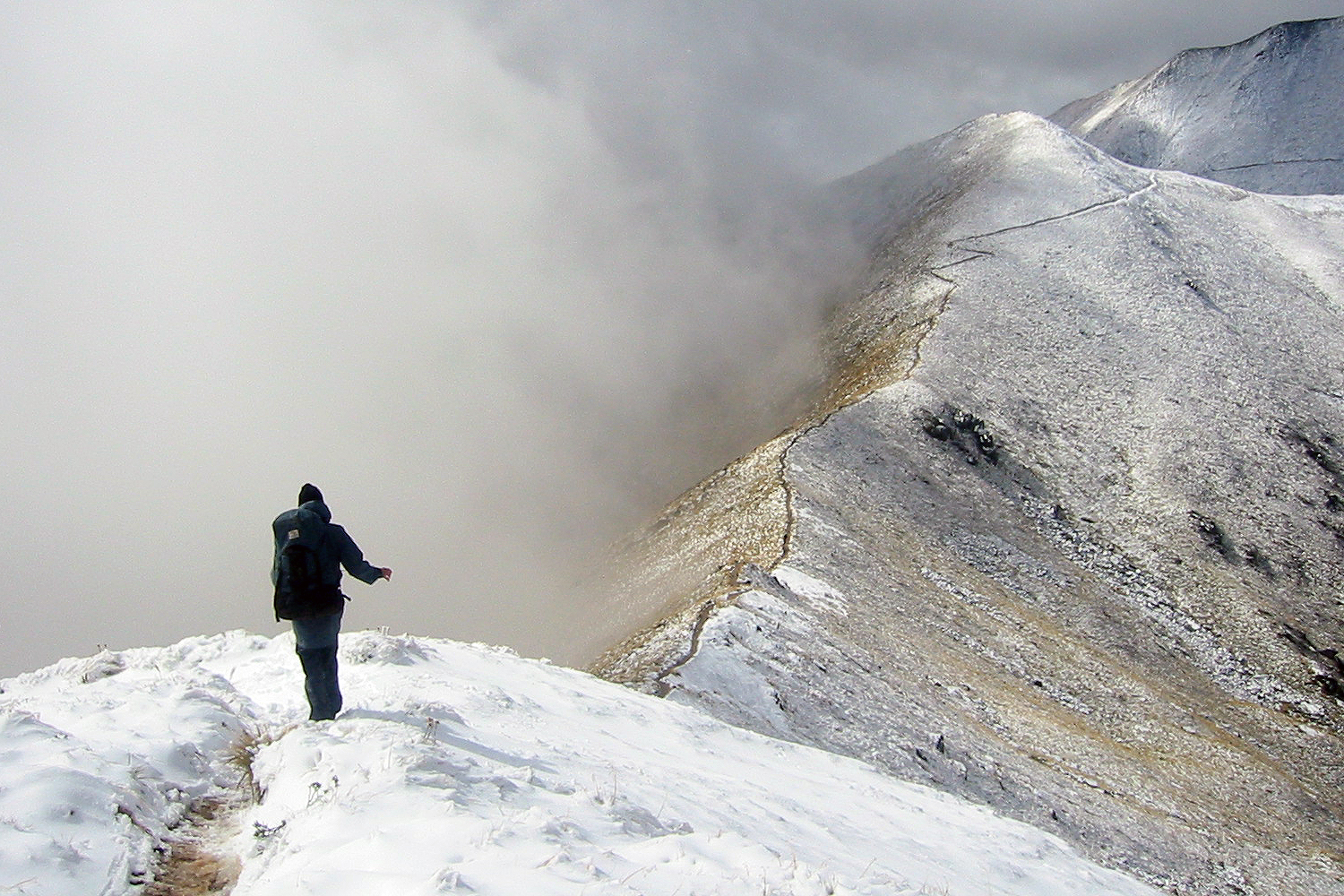
Der Kepler Track verläuft teilweise auf einem Bergrücken in hochalpinen Gegenden

- Der Kepler Track verläuft teilweise auf einem Bergrücken in hochalpinen Gegenden Kepler Track – Der 60 Kilometer lange Kepler Track ist ein Rundwanderweg, der sich im Fiordland-Nationalpark befindet und äußerst verschiedene Vegetationszonen beinhaltet. Die Strecke, für die man normalerweise vier Tage benötigt, führt so unter anderem über alpine Bergrücken, durch moosige Wälder, entlang verschiedener Seen sowie durch tiefe Schluchten. Seit 1988 wird hier mit der Kepler Challenge das bekannteste Bergrennen des Landes veranstaltet, bei der die besten Läufer für die sechzig Kilometer weniger als fünf Stunden benötigen.

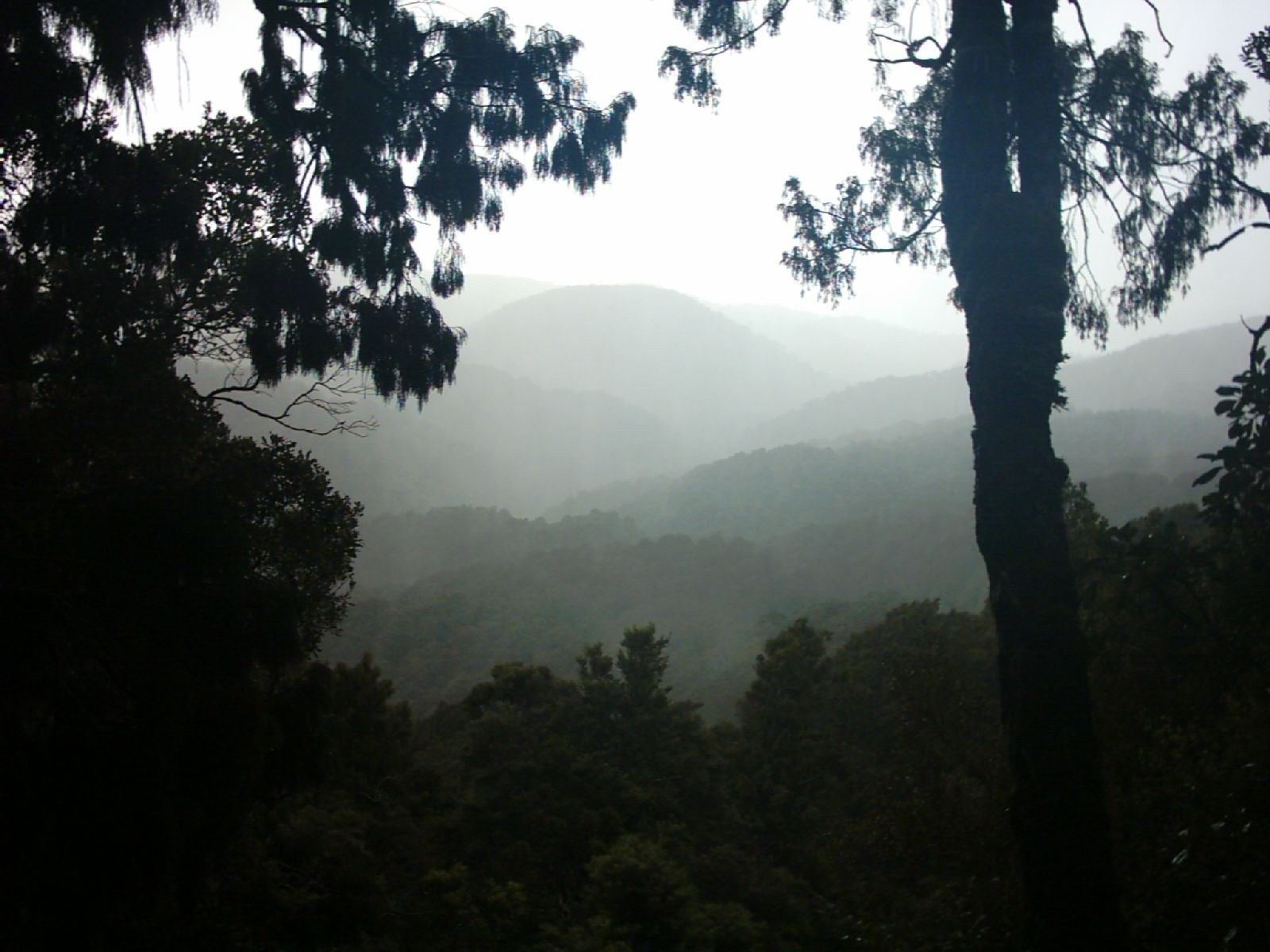
Der Rakiura Track quert Stewart Island

- Der Rakiura Track quert Stewart Island Rakiura Track – Der im Osten der Stewart-Insel gelegene Rakiura Track selbst ist nur 29 Kilometer lang, wobei man zusätzlich noch etwa 7 Kilometer auf öffentlichen Straßen zurücklegen muss, um zum Beginn bzw. Ende des Wanderweges zu kommen. Für die Strecke benötigt man maximal drei Tage. Meistens folgt der Streckenverlauf der Küstenlinie der Insel, wobei der Weg zeitweise über einen bis zu 300 Meter hohen bewaldeten Bergrücken  führt. Der neueste der Great Walks wurde unter schwierigen Bedingungen errichtet: Wegen durchschnittlich 255 Regentagen pro Jahr musste ein großer Teil des Rakiura-Wanderweges aufwendig befestigt werden, damit er nicht einfach weggeschwemmt wird.

## Buchungssystem
Bei drei Wanderwegen gilt eine Hauptsaison (peak season), der sieben Monate von Oktober bis April. Gegenwärtig gibt es
- kein Buchungssystem für
  - Tongariro Northern Circuit
  - Whanganui River Journey
  - Rakiura Track
- Buchungspflicht ganzjährig für
  - Lake Waikaremoana
  - Abel Tasman Coastal Track
  - Heaphy Track

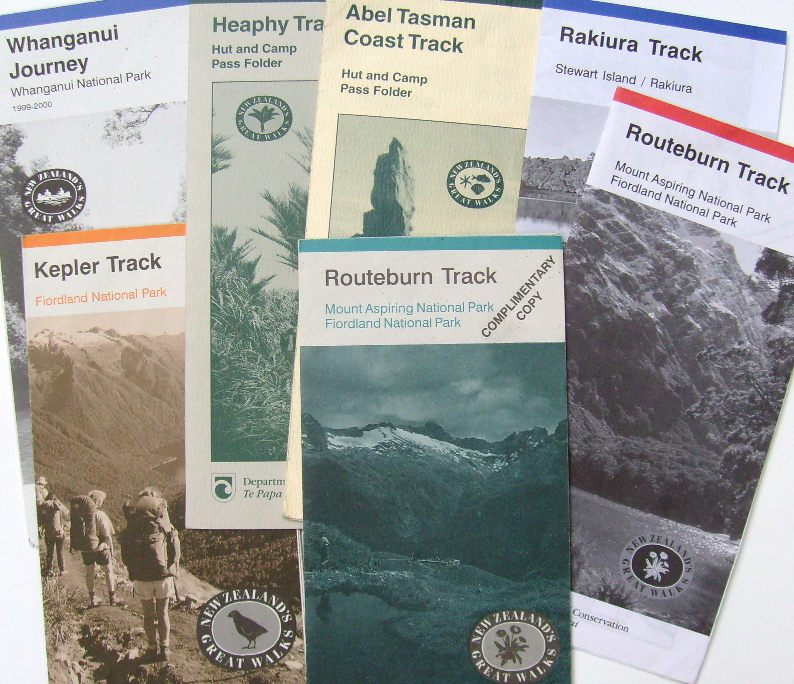
Einige Kurzbeschreibungen

- Buchungspflicht zur „peak season“ für
  - Routeburn Track
  - Milford Track
  - Kepler Track

Während der fünf unwirtlichen Wintermonate Mai bis September (Nebensaison, off-peak season) können diese Tracks wie andere Wanderungen begangen werden, sie gelten nicht als Great Walks, nur die einfacheren Hütten sind benutzbar.